# Ъндърграунд
 Тази статия е за субкултурата.  За филма вижте Ъндърграунд (филм).  
Ъндърграунд (на английски: underground, в превод: подземие) културата е субкултура, която съществува извън сферата на преобладаващата масмедия и популярна култура. Всъщност може да се каже, че ъндърграундът е един цял ред от направления в музиката, изобразителното изкуство, литературата, киното и т.н. Терминът започва да се употребява през втората половина на 20 век.